# Strzelaniny w Atlancie (2021)
Strzelaniny w Atlancie – seria masowych strzelanin, która miała miejsce 16 marca 2021 w trzech salonach masażu erotycznego w Atlancie i jej okolicach. W strzelaninach zginęło 8 osób, w tym sześć kobiet azjatyckiego pochodzenia, a 1 została ranna. Sprawcą ataków był 21-letni Robert Aaron Long.

## Przebieg
Pierwsza strzelanina miała miejsce o godz. 16:50 w salonie masażu w Acworth na przedmieściach Atlanty, a o godz. 17:47 doszło do kolejnych strzelanin w dwóch salonach masażu w północno-wschodniej części Atlanty. W pierwszej strzelaninie zginęły 4 osoby, a 1 została ranna, w kolejnej zginęły trzy kobiety, a w ostatniej jedna kobieta. Policjanci przybyli na miejsca strzelanin kilka chwil po atakach, ale sprawca zdążył odjechać; zatrzymano go później. W śledztwie w sprawie ataków wzięło udział FBI.
Po atakach policja przeanalizowała nagrania z monitoringu i wkrótce skontaktowała się z parą, która zidentyfikowała podejrzanego sprawcę jako ich syna, 21-letniego Roberta Aarona Longa.
Sprawca został ujęty około godz. 20:30 150 mil (240 km) na południe od Atlanty. Po krótkim pościgu został aresztowany. Początkowo powiązano go jedynie ze strzelaniną w Acworth, ale później okazało się, że jest podejrzewanym sprawcą wszystkich trzech ataków.
Ataki te były pierwszą tak dużą masową strzelaniną w USA od początku rozwijającej się intensywnie w tym kraju pandemii COVID-19, przez którą zamknięte było wiele lokali publicznych co przełożyło się na zmniejszenie liczby strzelanin w takich miejscach w tym okresie.

## Ofiary strzelaniny
W atakach zginęło 8 osób – sześć zostało zastrzelonych na miejscu zdarzenia, a jedna zmarła w drodze do szpitala i jedna podczas leczenia. Wśród ofiar było sześć kobiet azjatyckiego pochodzenia, w tym cztery koreańskiej narodowości.

1. Daoyou Feng (lat 44)
2. Hyun Grant (lat 51)
3. Kim Sun-cha (lat 69)
4. Paul Michels (lat 54)
5. Park Soon-chung (lat 74)
6. Xiaojie Tan (lat 49)
7. Delaina Yaun (lat 33)
8. Yong Ae-yue (lat 63)

## Sprawca
Sprawcą strzelanin był 21-letni Robert Aaron Long; w 2017 ukończył liceum Sequoyah High School, a od 2017 do 2018 uczęszczał na University of North Georgia. Był baptystą i został opisany jako bardzo religijna osoba.
W 2020 roku sprawca zaczął być leczony z powodu uzależnienia seksualnego, które obejmowało nałogowe masturbowanie się i częste odwiedzanie salonów masażu erotycznego.
Po masakrze sprawca powiedział policji, że jego motywem była chęć uratowania ludzi przed uzależnieniami od seksu przez zabicie osób oferujących tego rodzaju usługi. Początkowo spekulowano, że motywem ataku mógł być rasizm, z powodu faktu, że większość ofiar ataku stanowiły azjatyckie kobiety. Sprawca podczas przesłuchania zaprzeczył, że kierował się motywami rasowymi. Według władz Atlanty sprawca został zatrzymany, kiedy chciał udać się na Florydę w celu dokonania innego ataku, prawdopodobnie na siedzibę jednej ze znanych firm produkujących pornografię. Niektórzy eksperci porównywali ataki w Atlancie z atakiem w salonie masażu erotycznego w Toronto w 2020 roku, podczas którego 17-latek, deklarujący się jako tzw. incel, zadźgał maczetą pracującą tam kobietę.
W dniu 17 marca, dzień po atakach, sprawca został oskarżony o osiem morderstw i napaść. Long przyznał się do zarzutów.

## Reakcje
Prezydent USA Joe Biden potępił ataki i rasizm wobec osób pochodzenia azjatyckiego, równocześnie podkreślając, że motywy sprawcy nie są jeszcze jasne i że czeka na wyniki śledztwa. Nazajutrz prezydent Biden polecił opuścić flagi państwowe na najważniejszych budynkach rządowych i w placówkach wojskowych USA do połowy masztu do 22 marca, w celu oddania szacunku zabitym w strzelaninach. Gubernator Georgii Brian Kemp złożył kondolencje rodzinom zabitych za pośrednictwem Twittera. Wiele osób publicznych nazwało ataki zbrodniami z nienawiści, pomimo wstępnego zakwestionowania tego motywu przez służby. Niektórzy obwiniali nawet byłego prezydenta Donalda Trumpa za to, że używając w odniesieniu do wirusa SARS-CoV-2 określenia chiński wirus rzekomo sprowokował falę nienawiści wobec Azjatów, w tym masakrę w Georgii. Sprawą zajęła się także organizacja SPLC.